# Kernascléden
Kernascléden (in bretone: Kernaskledenn) è un comune francese di 417 abitanti situato nel dipartimento del Morbihan nella regione della Bretagna.

## Luoghi e monumenti d'interesse
- Chiesa di Notre-Dame de Kernascléden, edificio in granito costruito nello stile proprio del gotico fiammeggiante e classificato come monumento storico di Francia con:
  - all'esterno, la magnifica abside piatta, il "portico degli uomini" e il "portico delle donne", che sostengono ciascuno una gabbia delicatamente dentellata e di profondità tale da permettere di ospitare le statue di santi, una volta policrome. Le entrate annesse sono site nella facciata sud dell'edificio (le donne, una volta separate dagli uomini, stavano al fondo della navata insieme ai bambini) e davanti uno spazio dedicato alle grandi fiere e alle feste locali.

La moltitudine di pinnacoli, contrafforti e altri elementi verticali è all'origine del soprannome di «cappella dai mille campaniletti». Il campanile propriamente detto, di modeste dimensioni, se trove sullo stesso piano della sobria facciata occidentale.
  - all'interno, affreschi della Bretagna rappresentanti una danza macabra ancora ben visibili, che sottolineano il trauma della grande peste del 1356. Quest'opera può essere datata dalla costruzione della chiesa, cioè dalla metà del XV secolo ed è la sola nella regione a essere accompagnata, su un muro vicino, da una rappresentazione dell'inferno particolarmente evocatrice e spaventosa per dei fedeli della fine del medioevo; affreschi di angeli musicanti e di apostoli ricoprono le volte della navata e del coro, scene della vita della Vergine e di quella di Gesù scandiscono pilastri e pareti
- Croce del cimitero di Kernascléden.
- Frazione di Manéglau.
- Lago, foreste e castello di Pontcallec
- Museo del pipistrello. Un'importante colonia di ferri di cavallo maggiori ha eletto il proprio domicilio sui colmi della chiesa di Kernascléden. È questo il motivo per cui è nato questo museo dei chirotteri nel paese.

## Società

### Evoluzione demografica
Abitanti censiti